# ريكاردو ستير
ريكاردو ستير (بالإسبانية: Ricardo Steer)‏ هو لاعب كرة قدم كولومبي في مركز الهجوم، ولد في 8 يونيو 1982 في فاليدوبار في كولومبيا. لعب مع إنديبندينتي ميديلين ونادي تشانغتشون ياتاي.

## وصلات خارجية
- ريكاردو ستير على موقع قاعدة بيانات كرة القدم.إي يو (الإنجليزية)
- ريكاردو ستير على موقع Soccerway.com (الإنجليزية)